# Asma Guenifi
 (septembre 2020).
Asma Guénifi, née le 1er juin 1975 à Constantine (Algérie) est une psychologue-clinicienne, militante féministe, laïque, universaliste et anti-intégriste algérienne-française.

## Biographie
Elle naît à Constantine, du cinéaste Nasredine Guenifi et d'une mère militante associative. Elle vit à Alger jusqu'à ses dix-huit ans. Sa famille quitte l'Algérie à la suite de l'assassinat à Alger de son frère Hichem Guenifi, étudiant en ingénierie du son, par le Front islamique du salut.
Elle est diplômée en 2002, en psychologie de l'université Paris Vincennes-Saint Denis VIII en psychologie clinique et psychopathologique. En 2011, elle se forme à la thérapie EMDR à l'institut français d'EMDR.
De 2003 à 2010, elle exerce en tant psychologue bénévole à l'association Ni putes ni soumises (NPNS), qu'elle intègre quelques mois après sa création. Elle est élue présidente de l'association en 2011.
En 2014, elle crée et dirige le projet Phoenix, destiné à des adultes victimes d'actes terroristes. En 2016, elle crée le CPPR, Centre Phoenix institut de psychotraumatisme et de résilience. Elle dirige le centre et y exerce en tant que psychologue. L'objectif du centre Phoenix place au centre de son action la victime du terrorisme, de guerre (civile ou militaire), de détention arbitraire et de violence intrafamiliale. À ce titre, elle participe à l'organisation d'un colloque, « Vivre après le traumatisme ».

## Engagements militants
Son engagement est tourné vers la réhabilitation psychologique de victimes de traumatismes psychiques et la lutte contre les intégristes.
Pendant son adolescence, elle milite auprès de sa mère avec l'association féminine RAFD (Rassemblement Algérien des Femmes Démocrates) (« le refus » en arabe) pour défendre les femmes algériennes, contre des lois discriminatoires à l'encontre des femmes.
Dès son arrivée en France, elle crée l'association « Groupe jeunes Hichem », qui sillonne la France pour sensibiliser aux dangers de la radicalisation islamiste.

## Prises de positions
Elle est à l'origine de l'abrogation en 2007 de la loi Brumaire qui pénalisait le port du pantalon des Parisiennes.
Pendant son parcours au sein de NPNS, Asma Guenifi a milité pour la régularisation administrative des femmes sans papiers victimes de violences conjugales auprès du président Nicolas Sarkozy.

## Publications
- Je ne pardonne pas aux assassins de mon frère, Riveneuve Éditions, 2011[7].
- « Le profil psychologique de l’engagement dans le salafisme », in Cahiers de la sécurité, n°30, 2014, p. 22-31[3].
- Les temps psychiques du deuil, Éditions l'Harmattan, 2022